# Aeropuerto Internacional de Kotoka
El Aeropuerto Internacional Kotoka (IATA: ACC, ICAO: DGAA) ubicado en Acra, Ghana, es la instalación aeroportuaria internacional más importante del país, teniendo capacidad para grandes aviones como el Boeing 747-400. El aeropuerto es operado por la Autoridad de Aviación Civil de Ghana y constituía el principal centro de conexiones de la extinta aerolínea de bandera Ghana International Airlines, que cesó operaciones en 2010, y a su vez era sucesora de Ghana Airways, desaparecida en 2004. También alberga instalaciones de la Fuerza Aérea de Ghana.
En 1967 el aeropuerto toma su nombre actual luego de la muerte del coronel Emmanuel Kotoka, durante un intento de golpe de Estado.
Las nuevas terminales de arribos y partidas abrieron durante 2004, aunque sin ser completadas las mangas que estaban planeadas. En su lugar, un servicio de buses es provisto para llevar a los pasajeros desde las puertas hasta el avión y viceversa.
En 2004 el aeropuerto manejó 806.365 pasajeros.

## Aerolíneas y destinos

### Destinos nacionales
| Aerolíneas            | Destinos                                  |
| --------------------- | ----------------------------------------- |
| Africa World Airlines | Kumasi, Sekondi-Takoradi, Tamale          |
| Antrak Air            | Kumasi, Sekondi-Takoradi, Sunyani, Tamale |
| Starbow               | Kumasi, Sekondi-Takoradi, Tamale          |

### Destinos internacionales
| Ciudades por países    | Nombre del aeropuerto                           | Aerolíneas                                                            | Aeronaves      | Frecuencias semanales |        |
| África                 | África                                          | África                                                                | África         | África                | África |
| ---------------------- | ----------------------------------------------- | --------------------------------------------------------------------- | -------------- | --------------------- | ------ |
| Burkina Faso           |                                                 |                                                                       |                |                       |        |
| Uagadugú               | Aeropuerto de Uagadugú                          | Air Burkina                                                           | E1             |                       |        |
| Costa de Marfil        |                                                 |                                                                       |                |                       |        |
| Abiyán                 | Aeropuerto Internacional Félix Houphouët-Boigny | Emirates South African Airways                                        |                |                       |        |
| Egipto                 |                                                 |                                                                       |                |                       |        |
| El Cairo               | Aeropuerto Internacional de El Cairo            | Egyptair                                                              |                |                       |        |
| Etiopía                |                                                 |                                                                       |                |                       |        |
| Adís Abeba             | Aeropuerto Internacional Bole                   | Ethiopian                                                             |                |                       |        |
| Gambia                 |                                                 |                                                                       |                |                       |        |
| Banjul                 | Aeropuerto Internacional Yundum                 | ASKY Airlines (Vía MRV o FNA)                                         |                |                       |        |
| Kenia                  |                                                 |                                                                       |                |                       |        |
| Nairobi                | Aeropuerto Internacional Jomo Kenyatta          | Kenya Airways                                                         |                |                       |        |
| Liberia                |                                                 |                                                                       |                |                       |        |
| Monrovia               | Aeropuerto Internacional Roberts                | Africa World Airlines Air Peace Arik Air ASKY Airlines Kenya Airways  |                |                       |        |
| Marruecos              |                                                 |                                                                       |                |                       |        |
| Casablanca             | Aeropuerto Internacional Mohámmed V             | Royal Air Maroc                                                       |                |                       |        |
| Nigeria                |                                                 |                                                                       |                |                       |        |
| Abuya                  | Aeropuerto Internacional Nnamdi Azikiwe         | Africa World Airlines Air Peace                                       |                |                       |        |
| Lagos                  | Aeropuerto Internacional Murtala Muhammed       | Africa World Airlines Air Peace Arik Air                              |                |                       |        |
| Ruanda                 |                                                 |                                                                       |                |                       |        |
| Kigali                 | Aeropuerto Internacional de Kigali              | RwandAir                                                              |                |                       |        |
| Santo Tomé y Príncipe  |                                                 |                                                                       |                |                       |        |
| Santo Tomé             | Aeropuerto Internacional de Santo Tomé          | TAP Portugal                                                          | align="center" | align="center" \|     |        |
| Sierra Leona           |                                                 |                                                                       |                |                       |        |
| Freetown               | Aeropuerto Internacional de Lungi               | Africa World Airlines ASKY Airlines Kenya Airways (Directo o Vía MRV) |                |                       |        |
| Sudáfrica              |                                                 |                                                                       |                |                       |        |
| Johannesburgo          | Aeropuerto Internacional de Johannesburgo       | South African Airways                                                 |                |                       |        |
| Togo                   |                                                 |                                                                       |                |                       |        |
| Lomé                   | Aeropuerto de Lomé-Tokoin                       | ASKY Airlines                                                         |                |                       |        |
| Norteamérica           |                                                 |                                                                       |                |                       |        |
| Estados Unidos         |                                                 |                                                                       |                |                       |        |
| Atlanta                | Aeropuerto Internacional Hartsfield-Jackson     | Delta Airlines (Inicia 1 de diciembre de 2025)                        |                |                       |        |
| Nueva York             | Aeropuerto Internacional John F. Kennedy        | Delta Airlines                                                        |                |                       |        |
| Washington D. C.       | Aeropuerto Internacional Washington-Dulles      | United Airlines                                                       |                |                       |        |
| Asia                   |                                                 |                                                                       |                |                       |        |
| Emiratos Árabes Unidos |                                                 |                                                                       |                |                       |        |
| Dubái                  | Aeropuerto Internacional de Dubái               | Emirates                                                              |                |                       |        |
| Líbano                 |                                                 |                                                                       |                |                       |        |
| Beirut                 | Aeropuerto Internacional de Beirut              | Middle East Airlines                                                  | A3xx           |                       |        |
| Europa                 |                                                 |                                                                       |                |                       |        |
| Bélgica                |                                                 |                                                                       |                |                       |        |
| Bruselas               | Aeropuerto de Bruselas-National                 | Brussels Airlines                                                     |                |                       |        |
| Francia                |                                                 |                                                                       |                |                       |        |
| París                  | Aeropuerto de París-Charles de Gaulle           | Air France (Directo o Vía OUA)                                        |                |                       |        |
| Portugal               |                                                 |                                                                       |                |                       |        |
| Lisboa                 | Aeropuerto de Lisboa                            | TAP Portugal                                                          | A3xx           |                       |        |
| Reino Unido            |                                                 |                                                                       |                |                       |        |
| Londres                | Aeropuerto de Londres-Heathrow                  | British Airways                                                       |                |                       |        |
| Turquía                |                                                 |                                                                       |                |                       |        |
| Estambul               | Aeropuerto Internacional Atatürk                | Turkish Airlines                                                      |                |                       |        |

### Aerolíneas de carga
| Aerolíneas           | Destinos            |
| -------------------- | ------------------- |
| Aerogem Cargo        |                     |
| Africa West Airlines | Lieja               |
| Avient Aviation      | Sharjah             |
| Cargolux             | Luxemburgo, Manston |

## Estadísticas
Ver fuente y consulta Wikidata.